# Scoliophthalmus consimilis
Scoliophthalmus consimilis är en tvåvingeart som beskrevs av Kanmiya 1983. Scoliophthalmus consimilis ingår i släktet Scoliophthalmus och familjen fritflugor. Inga underarter finns listade i Catalogue of Life.